# Volker Schlöndorff
Volker Schlöndorff (født 31. marts 1939 i Wiesbaden) er en tysk filminstruktør, manuskriptforfatter og filmproducer, der især er kendt for at have instrueret den prisbelønnede filmatisering af Günther Grass' Bliktrommen.
Schlöndorff har generelt i særlig grad skabt film ud fra eksisterende litterære forlæg. Ud over at instruere film er han også en engageret samfundsdebattør samt underviser i film og litteratur.

## Opvækst og indledning på karrieren
Volker Schlöndorff er den mellemste af tre brødre og søn af en læge; hans mor omkom ved en brand i hjemmet i 1944. I 1955 kom han på skoleudveksling til Frankrig, og han tog sin studentereksamen på en eliteskole i Paris, hvor han blandt andre gik sammen med en anden senere instruktør, Bertrand Tavernier. Volkers brødre gik i deres fars fodspor og blev læger, men selv blev han i Frankrig og fik en eksamen i jura. Samtidig med dette dyrkede han en stor interesse for film og kom stort set dagligt i Cinémathèque Française, det franske filminstitut, hvor han kom i kontakt med en række af de instruktører, der netop på det tidspunkt var ved at skabe den ny bølge.
Schlöndorff søgte om at komme på et forberedelseskursus på en filmskole og blev udvalgt mellem elleve ud af tre hundrede ansøgere til optagelse på kurset. Han tog dog ikke imod pladsen, men valgte i stedet at blive assistent for Louis Malle, der var ved at indspille Zazie dans le métro, hvilket blev fulgt af flere jobs som assistent for instruktører som Jean-Pierre Melville og Alain Resnais. Samtidig lavede han sin første film, en kortfilm om en algierer i Frankfurt. Filmen lavede han under pseudonymet Volker Loki og med Tavernier som assistent. 
Der skulle dog gå endnu nogle år, før han for alvor fik gang i sin egen karriere. I 1963-64 skrev han et manuskript ud fra Robert Musils roman Den unge Törless, og da han modtog en præmie for manuskriptet, var vejen åben til filmatiseringen. Med titlen De unge tyranner fik den premiere i 1966, og den vandt FIPRESCI-prisen ved filmfestivalen i Cannes samme år samt flere priser i Vesttyskland. Dermed var gennembruddet for Schlöndorff en realitet.

## Filmkarriere
I 1969 grundlagde Schlöndorff sammen med instruktørkollegaen Peter Fleischmann produktionsselskabet Halleluja-Film, og fem år senere sammen med Reinhard Hauff et ny selskab, Bioskop-Film, som han herefter benyttede, når han lavede sine film. I 1975 fik han sin første store publikumssucces, da han sammen med sin daværende hustru, Margarethe von Trotta, instruerede Katarina Blums tabte ære efter Heinrich Bölls roman af samme navn. 
I 1979 havde Bliktrommen premiere, og den blev hans internationale gennembrud, da den vandt guldpalmerne i Cannes samme år samt Oscar for bedste udenlandske film det følgende år. På det tidspunkt var Schlöndorff et fyrtårn i tysk film, og hans succes gav international interesse for andre tyske film. Selv fortsatte han med at skrive manuskripter og instruere film ud fra eksisterende romanforlæg. Blandt de romaner, han har filmatiseret, er Max Frisch's Homo Faber, Margaret Atwoods Tjenerindens fortælling, Arthur Millers En sælgers død og Marcel Prousts Vejen til Swann.
Ved siden af arbejdet med at lave film har Volker Schlöndorff også været leder af UFA-studierne i Babelsberg samt undervist i litteratur og film på European Graduate School i Saas-Fee i Schweiz. Disse funktioner har gradvist betydet, at han laver færre film.

## Politisk engagement
I perioden 1974-1977 sad Schlöndorff i det tyske filmstøtteråd udpege af SPD, men da højrefløjen fandt ud af, at han var aktiv i en hjælpefond til forsvar af politiske fanger, blev han tvunget til at træde tilbage. Han var i mange år i tæt forbindelse med socialdemokraterne, men i 2005 støttede han Angela Merkel i valgkampen om at blive forbundskansler. I 2007 talte han offentligt for benådning af RAF-terroristen Christian Klar.
Igen i 2009 støttede han Merkels valgkamp og udtalte i den forbindelse i en tv-udsendelse på ARD, at "de der efter 1989 stadig er venstreorienterede, må være tykhovedede". Han så især planøkonomien som et system, der gør mennesker uselvstændige og umyndige, hvilket han selv havde oplevet ved at være med til at privatisere det statslige østtyske filmselskab. I 2010 blev Schlöndorff medlem af ledelsen af den kristelige hjælpeorganisation World Vision Deutschland.

## Privatliv
I perioden 1971-1991 var Volker Schlöndorff gift med skuespilleren og instruktøren Margarethe von Trotta. Siden 1992 har han været gift med filmklipperen Angelika Schlöndorff.

## Filmografi
De følgende film har Volker Schlöndorff instrueret; flere af dem har han desuden skrevet manuskript til, enten alene eller sammen med andre.
| - 1966: De unge tyranner - 1967: En slags mord - 1969: Michael Kohlhaas – der Rebell - 1970: Baal (tv-film) - 1971: Da de fattige fra Kombach pludselig kom til penge - 1972: Die Moral der Ruth Halbfass - 1972: Som ild i strå - 1974: Übernachtung in Tirol (tv-film) - 1975: Katharina Blums tabte ære (sammen med von Trotta) - 1976: Nådeskuddet - 1977: Kaleidoskop Valeska Gert (dokumentarfilm) - 1978: Tyskland i efteråret (dokumentarfilm, sammen med flere andre) - 1979: Bliktrommen - 1980: Der Kandidat (dokumentarfilm) - 1981: Den falske cirkel | - 1982: Krig og fred (dokumentarfilm) - 1984: Swanns kærlighed - 1985: En sælgers død (tv-film) - 1987: Hed dag i Louisiana (tv-film) - 1990: Tjenerindens fortælling - 1991: Homo Faber - 1996: Der Unhold - 1998: Palmetto - 2000: Stilheden efter skuddene - 2002: Ten Minutes Older - 2004: Der neunte Tag - 2005: Enigma – Eine uneingestandene Liebe - 2007: Strajk – Die Heldin von Danzig - 2007: Ulzhan – Das vergessene Licht |